# Macrothele segmentata
Macrothele segmentata is een spinnensoort uit de familie Macrothelidae. De soort komt voor in Maleisië.